# بریان اصفهان
بریان اصفهان، یکی از غذاهای مشهور و پر آوازهٔ ایران است که در میان ایرانیان و غیرایرانیان داخل و خارج کشور، افراد زیادی را طرفدار و مجذوب خود کرده است. این غذا از اصفهان نشأت می‌گیرد و به‌عنوان یکی از معروف‌ترین غذاهای سنتی اصفهان شناخته می‌شود.
این غذا بسیار چرب همانند کله پاچه است.

## تاریخ
بریان یا بریون، غذایی نیست که به تازگی وارد سفره ایرانیان شده باشد. این غذا قدمتی چندصدساله دارد و ریشه آن را باید در دوران صفویه، دورانی که اصفهان، پایتخت ایران و مرکز شکوفایی هنر، معماری و آشپزی بود، جست‌وجو کرد؛ 
در آن زمان، دربار صفوی به غذاهای مفصل و پرملات علاقه داشت. بریان که ترکیبی از گوشت تازه، ادویه‌جات خوش‌عطر و شیوه پختی منحصر به‌فرد است، به عنوان یکی از غذاهای مجلل در میان طبقات بالای جامعه محبوبیت یافت و رفته‌رفته به غذایی مردمی تبدیل شد و گزارش‌ها حاکی از آن است که در دوره قاجار، ۶۸ مغازه بریانی در اصفهان فعال بوده‌اند.
بریان غذایی مختص به شهر اصفهان، به‌دلیل داشتن محل تهیه و فروش متمایز و عدم ترکیب آن با سایر غذاها، اهمیت ویژه‌ای در میان اصفهانی‌ها دارد. تنها اصفهانی‌های اصیل می‌دانند که نام صحیح آن بریان است؛ در حالی که بسیاری از افراد آن را بریانی می‌نامند. در دستور زبان، واژه بریانی به عنوان صفت نسبی به مکان یا مغازه طبخ و فروش بریان اشاره دارد، از این رو نام اصلی غذا بریان باقی می‌ماند. تغییرات دستوری و ادبی در این واژه منجر به استفاده‌های متفاوتی از آن در متون شده است؛ مثلاً ترکیباتی چون بریان پلو، بریان غاز یا بریان مرغ پروازی مشاهده می‌شود. امروزه، در نقاط مختلف جهان، غذاهایی با نام «بریانی» طبخ می‌شوند که با «بریان» اصفهان تفاوت دارند.
در متون قدیمی فارسی نیز شواهد فراوانی از کاربرد واژه بریانی به‌عنوان صفت یا نام خاص غذایی پخته با برنج و مخلفات وجود دارد؛ شواهد ادبی و تاریخی نشان می‌دهد که بریان اصفهان، به‌عنوان یک غذای ویژه با قدمت کمتر از چهارصد سال، مورد توجه بوده است.

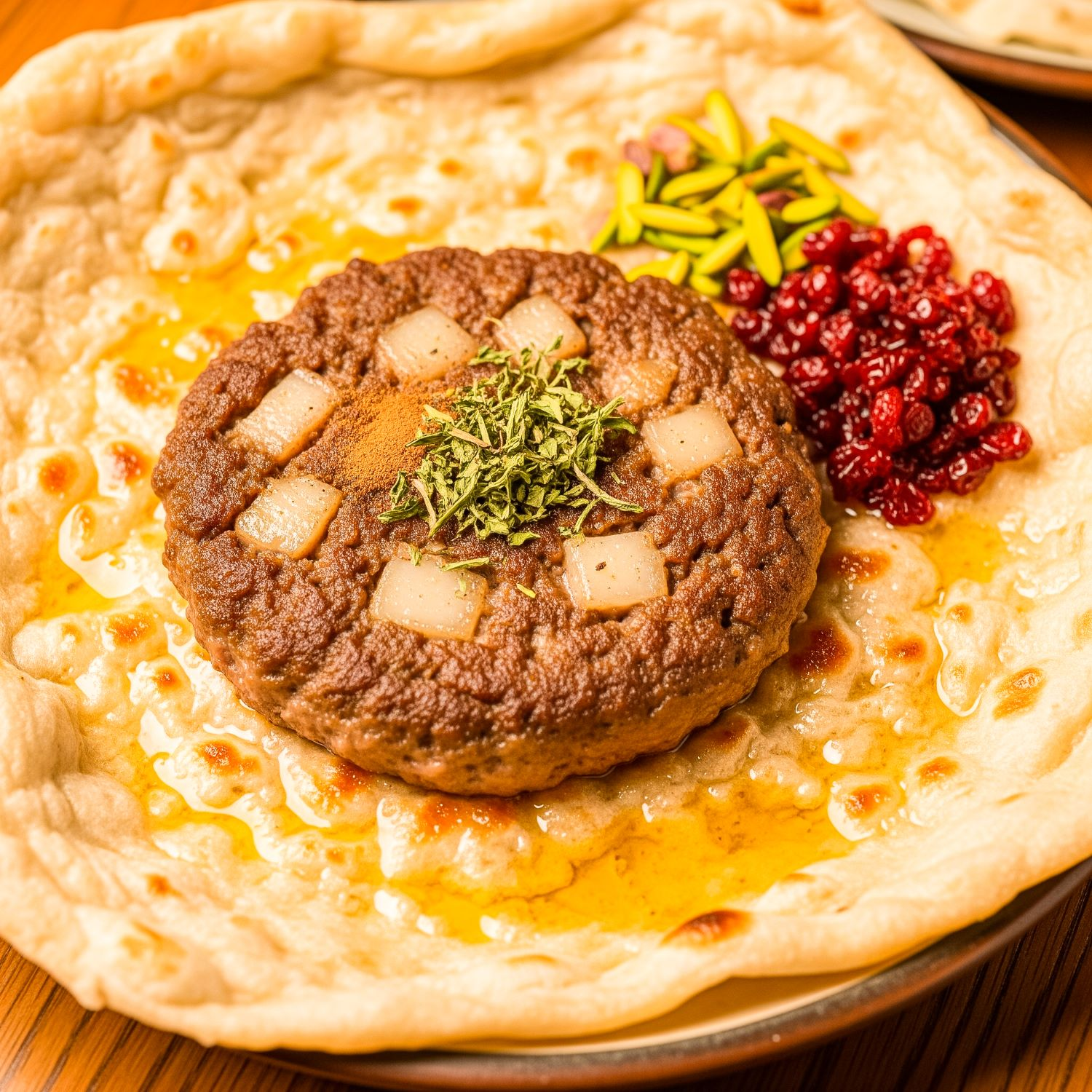
بریان اصفهان

بریان اصفهان، غذایی چرب و لذیذ مخصوص ناهار است که از گوشت خالص گوسفند تهیه می‌شود. در روش امروزی، ابتدا گوشت با استخوان در آب همراه پیاز، نمک و کمی ادویه مانند زردچوبه نیم‌پز می‌شود؛ سپس استخوانها جدا شده و گوشت به همراه چربی‌های آن چرخ می‌شود. پس از آن، به همراه دارچین و نعنا خشک، در کفگیرهای مسی، پهن و روی آتش در سینی مسی مخصوص تفت داده می‌شود و در پایان با مغز گردو یا خلال بادام در نان چرب شده سِرو می‌شود.
این غذا به دلیل چربی بالا، خود اغلب همراه آبگوشت و کشک، به همراه دوغ، ریحان و پیاز مصرف می‌شود. در گذشته روش طبخ متفاوت بوده و سرخ کردن که ارزش غذایی را کاهش می‌دهد، رایج نبوده است.

## گزاره‌های تاریخی

### بریان در دوره صفویه و قاجار
گردشگرانی که در دوره صفویه از اصفهان بازدید کرده‌اند، شرحی از بریان ارائه داده‌اند. تاورنیه در سفرنامه خود (بین سال‌های ۱۶۳۲ تا ۱۶۶۸ میلادی) می‌نویسد:
 همچنین ژان شاردن توضیح می‌دهد که تکه‌های درشت گوشت در تنور با استفاده از تابه مخصوص بریان می‌شوند؛ او می‌گوید:

تنورشان به صورت حفره‌هایی در زمین است که حیوان به وسیله سیخی آهنین، آویخته می‌شود و در زیر آن، دیگی پر از برنج قرار می‌گیرد.

بره پس از کشتن، نمک سود و سپس بر روی تنور طبخ می‌شود؛ برنج نیز به صورت سفید و با روغن حیوانی همراه آن استفاده می‌گردد؛ این روش نیازی به افزودن نخود یا ادویه اضافی ندارد.

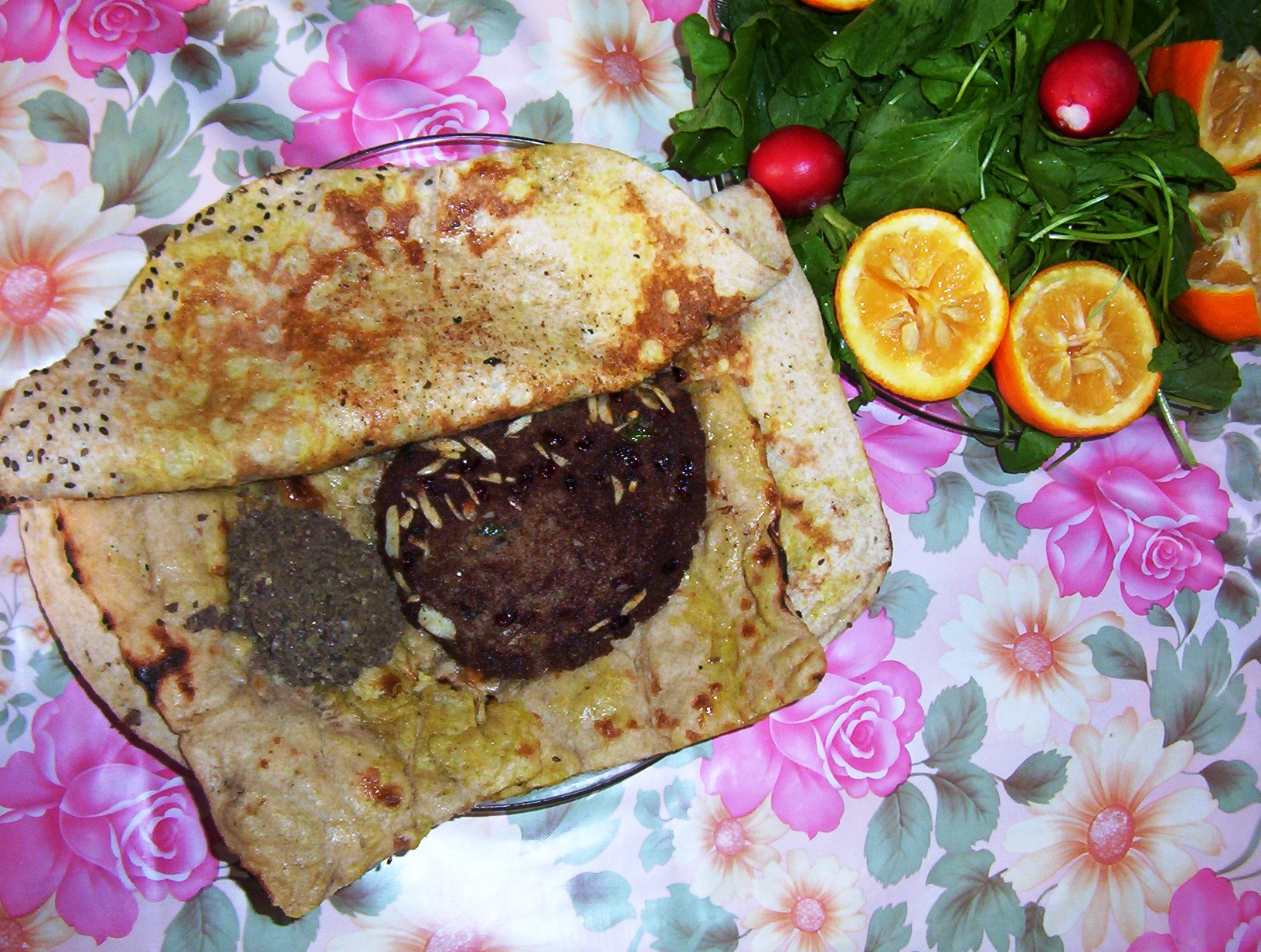
بریان اصفهان

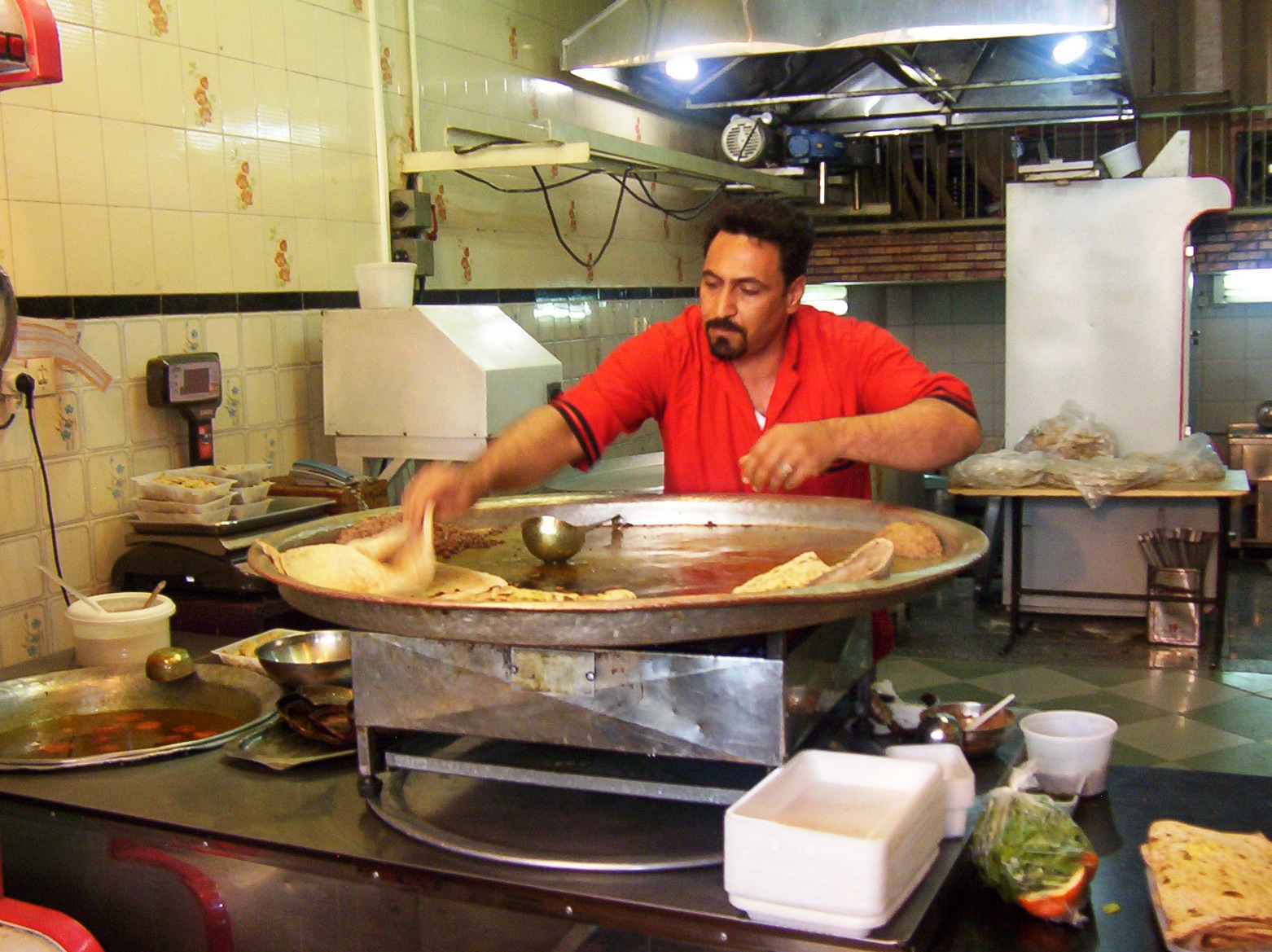
آشپز حرفه‌ای بریان در کنار دستگاه طبخ

نورالله، آشپز مشهور شاه عباس، در رساله ماده الحیوه می‌نویسد:

در دوره قاجار، تنورهای داخلی به بیرونی تبدیل شدند و روش‌های متفاوتی در پخت بریان به کار گرفته شد. میرزا حسین تحویل‌دار می‌گوید:

چندین مغازه در اصفهان وجود دارد که بریان در آنها به صورت کارخانه‌ای پخته می‌شود و این نوع بریان به عنوان غذای محبوب در خانه‌ها جایگاه ویژه‌ای دارد.
 گزارش‌ها حاکی از آن است که در دوره قاجار، ۶۸ مغازه بریانی در اصفهان فعال بوده‌اند.

## ایده‌های سرو مرغ بریان
- همراه با پلو یا برنج: برنج ساده، پلو سبزیجات یا حتی یک رشته پلو خوشمزه، گزینه‌هایی عالی هستند.
- سیب‌زمینی: سیب‌زمینی تنوری، پوره سیب زمینی یا سیب‌زمینی سرخ کرده.
- سبزیجات کبابی: مارچوبه، کلم بروکلی، هویج، فلفل دلمه‌ای کبابی.
- سالاد: یک سالاد سبز تازه با سس لیمو و روغن زیتون.
- سس‌های مختلف: سس گریوی (Gravy) از عصاره مرغ، سس قارچ، یا حتی یک سس ماست و سیر.